# 1976-os Formula–1 francia nagydíj
A francia nagydíj volt az 1976-os Formula–1 világbajnokság nyolcadik futama.

## Futam
| Helyezés | #  | Versenyző          | Csapat/Motor       | Körök | Idő/Kiesés oka     | Rajthely | Pontszám |
| -------- | -- | ------------------ | ------------------ | ----- | ------------------ | -------- | -------- |
| 1        | 11 | James Hunt         | McLaren-Ford       | 54    | 1:40:58,60         | 1        | 9        |
| 2        | 4  | Patrick Depailler  | Tyrrell-Ford       | 54    | + 12,70            | 3        | 6        |
| 3        | 28 | John Watson        | Team Penske-Ford   | 54    | + 23,55            | 8        | 4        |
| 4        | 8  | Carlos Pace        | Brabham-Alfa Romeo | 54    | + 24,82            | 5        | 3        |
| 5        | 5  | Mario Andretti     | Lotus-Ford         | 54    | + 43,92            | 7        | 2        |
| 6        | 3  | Jody Scheckter     | Tyrrell-Ford       | 54    | + 55,07            | 9        | 1        |
| 7        | 34 | Hans-Joachim Stuck | March-Ford         | 54    | + 1:21,55          | 17       |          |
| 8        | 16 | Tom Pryce          | Shadow-Ford        | 54    | + 1:30,67          | 16       |          |
| 9        | 35 | Arturo Merzario    | March-Ford         | 54    | + 1:53,57          | 20       |          |
| 10       | 20 | Jacky Ickx         | Wolf-Williams-Ford | 53    | + 1 kör            | 19       |          |
| 11       | 7  | Carlos Reutemann   | Brabham-Alfa Romeo | 53    | + 1 kör            | 10       |          |
| 12       | 17 | Jean-Pierre Jarier | Shadow-Ford        | 53    | + 1 kör            | 15       |          |
| 13       | 21 | Michel Leclère     | Wolf-Williams-Ford | 53    | + 1 kör            | 22       |          |
| 14       | 26 | Jacques Laffite    | Ligier-Matra       | 53    | + 1 kör            | 13       |          |
| 15       | 12 | Jochen Mass        | McLaren-Ford       | 53    | + 1 kör            | 14       |          |
| 16       | 18 | Brett Lunger       | Surtees-Ford       | 53    | + 1 kör            | 23       |          |
| 17       | 25 | Guy Edwards        | Hesketh-Ford       | 53    | + 1 kör            | 25       |          |
| 18       | 22 | Patrick Nève       | Ensign-Ford        | 53    | + 1 kör            | 26       |          |
| 19       | 10 | Ronnie Peterson    | March-Ford         | 51    | Üzemanyag rendszer | 6        |          |
| Kiesett  | 19 | Alan Jones         | Surtees-Ford       | 44    | Felfüggesztés      | 18       |          |
| Kiesett  | 9  | Vittorio Brambilla | March-Ford         | 28    | Olajnyomás         | 11       |          |
| Kiesett  | 30 | Emerson Fittipaldi | Fittipaldi-Ford    | 21    | Olajnyomás         | 21       |          |
| Kiesett  | 38 | Henri Pescarolo    | Surtees-Ford       | 19    | Felfüggesztés      | 24       |          |
| Kiesett  | 2  | Clay Regazzoni     | Ferrari            | 17    | Motorhiba          | 4        |          |
| Kiesett  | 1  | Niki Lauda         | Ferrari            | 8     | Motorhiba          | 2        |          |
| Kiesett  | 6  | Gunnar Nilsson     | Lotus-Ford         | 8     | Váltó              | 12       |          |
| Kiesett  | 24 | Harald Ertl        | Hesketh-Ford       | 4     | Differenciálmű     | 29       |          |
| NK       | 33 | Damien Magee       | Brabham-Ford       |       |                    |          |          |
| NK       | 31 | Ingo Hoffmann      | Fittipaldi-Ford    |       |                    |          |          |
| NK       | 32 | Loris Kessel       | Brabham-Ford       |       |                    |          |          |

## Statisztikák
Vezető helyen:
- Niki Lauda: 8 (1-8)
- James Hunt: 46 (9-54)

James Hunt 3. győzelme, 4. pole-pozíciója, Niki Lauda 8. leggyorsabb köre.
- McLaren 17. győzelme.